# Sklodowska (cràter)
Sklodowska (en polonès: Skłodowska) és un gran cràter d'impacte pertanyent a la cara oculta de la Lluna. Es troba just després del terminador sud-oriental, i de vegades es pot veure des de Terra en condicions favorables de libració i d'il·luminació. El cràter està situat al nord-est de la planicie emmurallada del cràter més antic Curie, i al sud-oest de Pasteur, una altra plana emmurallada.

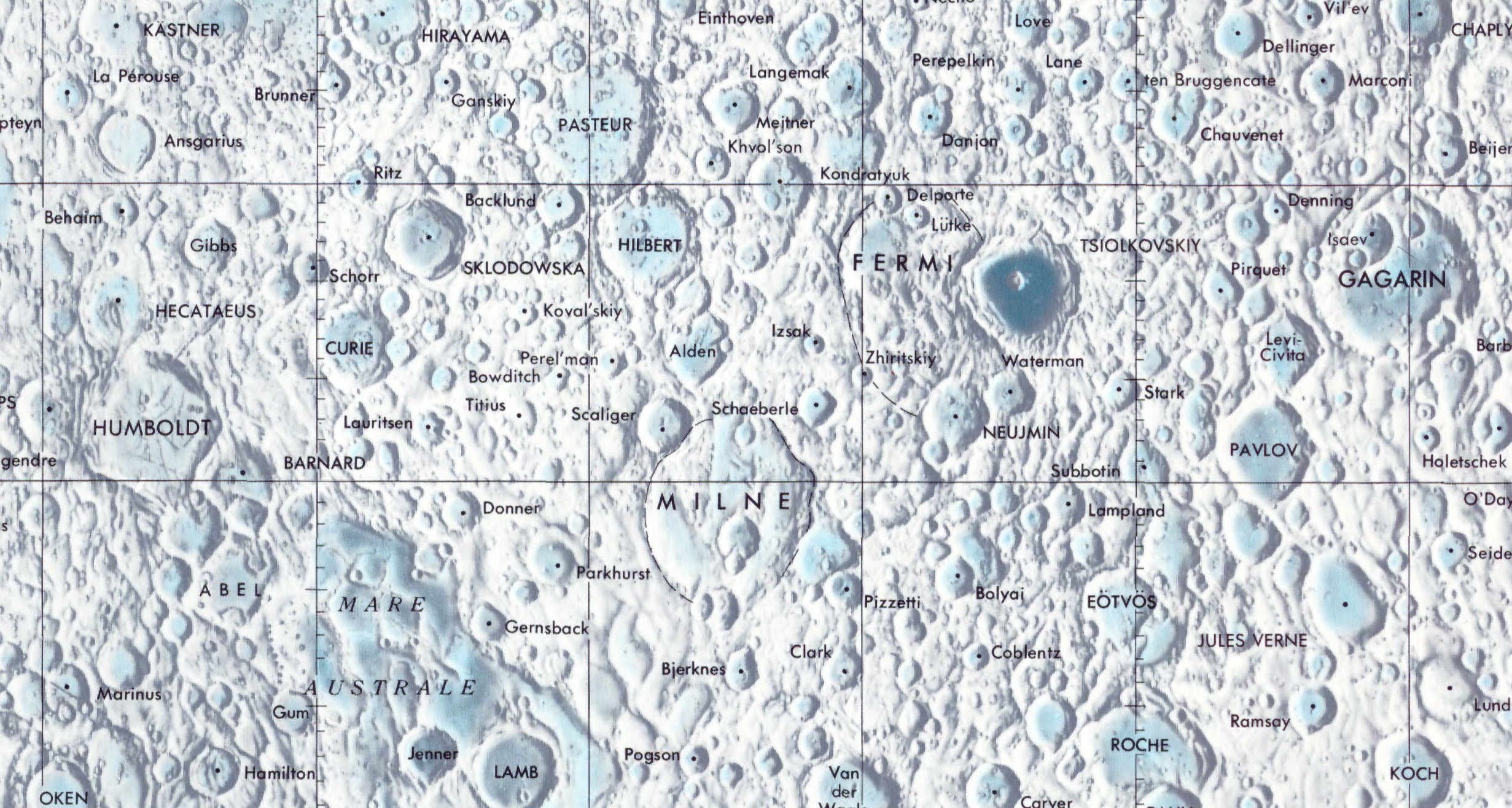
Localització d'Sklodowska (centre del quadrant superior esquerre de la imatge)

Es tracta d'un cràter prominent, amb una vora ben definida i poca aparença de desgast o erosió per impactes posteriors. La vora forma un cercle aspre, de perfil irregular i amb una sèrie de petites protuberàncies exteriors, particularment al sud i al sud-oest. El petit cràter Sklodowska J penetra lleugerament en la vora sud-oriental.
La paret interior posseeix un sistema de terrasses múltiples, i presenta algunes despreses en el costat nord-est. És una mica més estreta en el nord i més ampla al sud i al nord-est. Dins del cràter, el sòl interior és una plana gairebé plana, que està marcada per una sèrie de petits cràters. Presenta una formació central prominent, amb un pic en el punt central del cràter, que consisteix en dues serralades separades per una vall estreta. El més gran dels dos pics es troba al nord-est del centre, mentre que el més petit està al sud-oest.
Aquest cràter va rebre aquest nom en memòria al cognom de soltera de Maria Skłodowska-Curie, científica polonesa nacionalitzada francesa.

## Vistes
|  |  |  |

## Cràters satèl·lit
Per convenció aquests elements són identificats en els mapes lunars posant la lletra en el costat del punt central del cràter que està més proper a Sklodowska.
|            | \| Sklodowska \| Coordenades \| Diàmetre \| \| ---------- \| ------------------------------------ \| -------- \| \| A \| 14° 42′ S, 96° 30′ E / 14.7°S,96.5°E \| 44 km \| \| D \| 13° 42′ S, 99° 00′ E / 13.7°S,99.0°E \| 16 km \| \| J \| 19° 18′ S, 97° 42′ E / 19.3°S,97.7°E \| 16 km \| \| R \| 18° 54′ S, 92° 12′ E / 18.9°S,92.2°E \| 17 km \| \| Y \| 13° 12′ S, 95° 24′ E / 13.2°S,95.4°E \| 17 km \| |          |
| Sklodowska | Coordenades | Diàmetre |
| A          | 14° 42′ S, 96° 30′ E / 14.7°S,96.5°E | 44 km    |
| D          | 13° 42′ S, 99° 00′ E / 13.7°S,99.0°E | 16 km    |
| J          | 19° 18′ S, 97° 42′ E / 19.3°S,97.7°E | 16 km    |
| R          | 18° 54′ S, 92° 12′ E / 18.9°S,92.2°E | 17 km    |
| Y          | 13° 12′ S, 95° 24′ E / 13.2°S,95.4°E | 17 km    |